# Monstera
Monstera (hrv. monstera, “sobni filodendron”; lat. Monstera), biljni rod vazdazelenih grmova penjačica iz porodice kozlačevki raširen po Malim Antilima i tropskoj Americi, od Meksika do Brazila.
Na popisu su 63 vrste

## Vrste
1. Monstera acacoyaguensis Matuda
2. Monstera acuminata K.Koch
3. Monstera adansonii Schott
4. Monstera alcirana Croat, M.Cedeño, Zuluaga & O.Ortiz
5. Monstera alfaroi Croat & M.Cedeño
6. Monstera amargalensis Croat & M.M.Mora
7. Monstera anomala Zuluaga & Croat
8. Monstera aureopinnata Croat
9. Monstera barrieri Croat, Moonen & Poncy
10. Monstera bocatorensis Croat & M.Cedeño
11. Monstera boliviana Rusby
12. Monstera buseyi Croat & Grayum
13. Monstera cenepensis Croat
14. Monstera costaricensis (Engl. & K.Krause) Croat & Grayum
15. Monstera croatii M.Cedeño & A.Hay
16. Monstera deliciosa Liebm.
17. Monstera dissecta (Schott) Croat & Grayum
18. Monstera donosoensis Croat, M.Cedeño & O.Ortiz
19. Monstera dubia (Kunth) Engl. & K.Krause
20. Monstera epipremnoides Engl.
21. Monstera filamentosa Croat & Grayum
22. Monstera florescanoana Croat, T.Krömer & Acebey
23. Monstera gambensis M.Cedeño & M.A.Blanco
24. Monstera gentryi Croat, M.Cedeño & O.Ortiz
25. Monstera gigas Croat, Zuluaga, M.Cedeño & O.Ortiz
26. Monstera glaucescens Croat & Grayum
27. Monstera gracilis Engl.
28. Monstera guzmanjacobiae Diaz Jim., M.Cedeño, Zuluaga & Aguilar-Rodr.
29. Monstera integrifolia Zuloaga & Croat
30. Monstera juliusii M.Cedeño & Croat
31. Monstera kessleri Croat
32. Monstera kikiae Zuluaga & M.Cedeño
33. Monstera lechleriana Schott
34. Monstera lentii Croat & Grayum
35. Monstera limitaris Cedeño
36. Monstera luteynii Madison
37. Monstera maderaverde Grayum & Karney
38. Monstera membranacea Madison
39. Monstera minima Madison
40. Monstera mittermeieri M.Cedeño
41. Monstera molinae Croat & Grayum
42. Monstera momoi Zuluaga & M.Cedeño
43. Monstera monteverdensis M.Cedeño & Croat
44. Monstera obliqua Miq.
45. Monstera oreophila Madison
46. Monstera pinnatipartita Schott
47. Monstera pittieri Engl.
48. Monstera planadensis Croat
49. Monstera praetermissa E.G.Gonc. & Temponi
50. Monstera punctulata (Schott) Schott ex Engl.
51. Monstera siltepecana Matuda
52. Monstera spruceana (Schott) Engl.
53. Monstera standleyana G.S.Bunting
54. Monstera subpinnata (Schott) Engl.
55. Monstera tablasensis M.Cedeño
56. Monstera tacanaensis Matuda
57. Monstera tarrazuensis Croat & M.Cedeño
58. Monstera tenuis K.Koch
59. Monstera titanum Croat, M.Cedeño & O.Ortiz
60. Monstera tuberculata Lundell
61. Monstera vasquezii Croat
62. Monstera wilsoniensis M.Cedeño & Grayum
63. Monstera xanthospatha Madison